# Јозеф Ваценовски
Јозеф Ваценовски, (чеш. Josef Vacenovský; Ратишковице 9. јул 1937 — 4. децембар 2023) био је чешки фудбалер и репрезентативац Чехословачке. Освајач је бронзане медаље на Европском првенству у фудбалу 1960. иако није одиграо ни једну утакмицу на турниру.

## Каријера
Фудбалом се почео бавити у Ратишковицама у ФК Бањик Ратишковице, са којим је постао јуниорски првак Моравске 1955. Професионалну каријеру започео је у ФК Дукла Праг за коју је наступао од 1956. до 1969. Играчку каријеру завршио је у Белгији играјући за клубове ФК Гент и ФК Локерен. У првој лиги Чехословачке одиграо је 271 утакмицу и постигао 67 голова. Са Дуклом шест пута освајао првенство (1958, 1961, 1962, 1963, 1964, 1966) и четири пута Куп Чехословачке (1961, 1965, 1966, 1969). Са Дуклом је стигао и до полуфинала Купа европских шампиона (1967). Одиграо је један меч за репрезентацију Чехословачке, пријатељску утакмицу против Пољске 13. септембра 1964.

## Лигашки учинак
| Сезона                       | Утакмица | Голова | Клуб          |
| ---------------------------- | -------- | ------ | ------------- |
| 1. чехословачка лига 1957/58 | 19       | 8      | ФК Дукла Праг |
| 1. чехословачка лига 1958/59 | 26       | 5      | ФК Дукла Праг |
| 1. чехословачка лига 1959/60 | 24       | 7      | ФК Дукла Праг |
| 1. чехословачка лига 1960/61 | 22       | 9      | ФК Дукла Праг |
| 1. чехословачка лига 1961/62 | 20       | 9      | ФК Дукла Праг |
| 1. чехословачка лига 1962/63 | 25       | 8      | ФК Дукла Праг |
| 1. чехословачка лига 1963/64 | 23       | 3      | ФК Дукла Праг |
| 1. чехословачка лига 1964/65 | 24       | 8      | ФК Дукла Праг |
| 1. чехословачка лига 1965/66 | 23       | 4      | ФК Дукла Праг |
| 1. чехословачка лига 1966/67 | 22       | 2      | ФК Дукла Праг |
| 1. чехословачка лига 1967/68 | 23       | 4      | ФК Дукла Праг |
| 1. чехословачка лига 1968/69 | 20       | 0      | ФК Дукла Праг |
| УКУПНО                       | 271      | 67     |               |